# Bonneymeer (Antarctica)
Het Bonneymeer is een permanent met ijs bedekt zoutmeer aan de westzijde van de Taylorvallei, een van de Droge Valleien van McMurdo in de Antarctische regio Victorialand.
Het meer meet 7 kilometer bij 900 meter. Een smalle waterloop van ongeveer 50 meter breed (Engelse naam: Lake Bonney at Narrows) scheidt het meer in een oostelijk deel (3,32 km²) en een westelijk deel (0,99 km²). Omdat het water permanent bevroren is kan het water in beide delen zich niet mengen en hebben zich in beide delen unieke ecosystemen kunnen ontwikkelen. In het westelijk deel bevindt zich een sterke halocline. Ten noorden en zuiden van het meer rijzen bergtoppen op tot ongeveer 1500 meter en aan westzijde loopt de Taylorgletsjer uit in het meer via de Bloedwaterval. Het meer heeft een diepte van ongeveer 40 meter en bevindt zich onder een permanente ijslaag van 3,5 tot 4,5 meter dik. Het Bonneymeer wordt gevoed door een tiental smeltwaterstroompjes, waarvan de Priscustroom met 3,8 kilometer de langste is.
Het meer werd voor het eerst aangedaan door de Britse Discovery-expeditie (1901-1904). Het verkreeg haar naam tijdens de Terra-Novaexpeditie (1910-1913), een vernoeming naar de Britse geologieprofessor Thomas George Bonney.
Het Bonneymeer is een van de meren waar onderzoek wordt verricht door de National Science Foundation, de Amerikaanse overheidsorganisatie voor wetenschappelijk onderzoek. Sinds 2007 wordt de door de NASA bekostigde autonome onderwaterrobot Endurance (Environmentally Non-Disturbing Under-ice Robotic Antarctic Explorer) ingezet om de wateren van het westelijk deel van het meer te verkennen om de afmetingen en de ecologie te onderzoeken. Voor de NASA vormt het project een pilot voor gepland toekomstig onderzoek naar de mogelijke zoutzee van Jupiters maan Europa. Onderzoekers hebben een miljoenen jaren oud ecosysteem aangetroffen onder de aangrenzende Taylorgletsjer, dat als groeiend organisme overleeft door het omzetten van zwavel en ijzer.
Bij het meer bevindt zich een onderzoekshut.

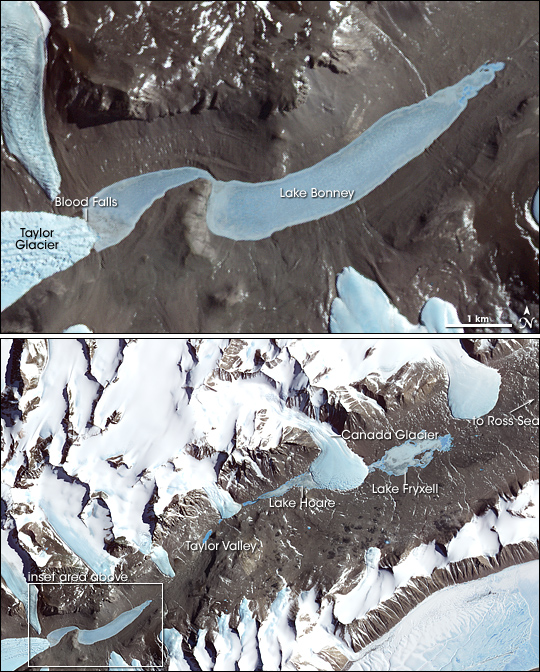
Satellietbeeld van het meer en omgeving